# Souancé-au-Perche
Souancé-au-Perche är en kommun i departementet Eure-et-Loir i regionen Centre-Val de Loire strax norr om centrala Frankrike. Kommunen ligger i kantonen Nogent-le-Rotrou som tillhör arrondissementet Nogent-le-Rotrou. År 2022 hade Souancé-au-Perche 496 invånare.

## Befolkningsutveckling
Antalet invånare i kommunen Souancé-au-Perche
Referens:INSEE